# Richard Belcredi
Richard Graf Belcredi (ur. 12 lutego 1823 w Ingrowitz, zm. 2 grudnia 1902 w Gmunden) – austriacki polityk, ostatni przewodniczący Konferencji Ministrów Cesarstwa Austriackiego (Konferencja pełniła rolę rządu do czasu reformy administracyjnej Cesarstwa).
Przewodniczącym Konferencji Ministrów był od 27 lipca 1865 do 7 lutego 1867. Otrzymał honorowe obywatelstwo Lublany oraz miast w Galicji: Krakowa, Lwowa, Przemyśla, Rzeszowa.